# Empresa de Pesquisa Energética
A Empresa de Pesquisa Energética é uma empresa pública vinculada ao Ministério de Minas e Energia. Tem por finalidade prestar serviços na área de estudos e pesquisas destinadas a subsidiar o planejamento do setor energético. De acordo com o artigo 2º, da Lei 10.847 de 15 de março de 2004:
"A Empresa de Pesquisa Energética - EPE tem por finalidade prestar serviços na área de estudos e pesquisas destinadas a subsidiar o planejamento do setor energético, tais como energia elétrica, petróleo e gás natural e seus derivados, carvão mineral, fontes energéticas renováveis e eficiência energética, dentre outras."
Um dos fatores preponderantes para a criação da EPE foram os racionamentos e apagões ocorridos no início da década (2000 e 2001, ver Escândalo do apagão), atribuídos em parte à carência de planejamento. A EPE é um entidade independente, não subordinada a nenhuma empresa, apenas vinculada ao Ministério de Minas e Energia.

## Atribuições da EPE
A EPE não restringe suas funções apenas ao setor elétrico, mas sim a toda a área energética, sendo suas atribuições:
- apresentar ao Conselho Nacional de Política Energética, anualmente, os Planos Decenais de Expansão do Setor Energético, e, a cada dois anos, os Planos Nacionais de Energia de Longo Prazo, e ainda, a qualquer tempo, outros estudos que sejam do interesse do CNPE para o exercício de suas atribuições, de acordo com o Decreto no. 6327, de 27/12//2007;
- Realizar estudos e projeções da matriz energética brasileira;
- Elaborar e publicar o balanço energético nacional;
- Identificar e quantificar os potenciais de recursos energéticos;
- Dar suporte e participar das articulações relativas ao aproveitamento energético de rios compartilhados com países limítrofes;
- Realizar estudos para a determinação dos aproveitamentos ótimos dos potenciais hidráulicos;
- Obter a licença prévia ambiental e a declaração de disponibilidade hídrica necessárias às licitações envolvendo empreendimentos de geração hidrelétrica e de transmissão de energia elétrica, selecionados pela EPE;
- Elaborar estudos necessários para o desenvolvimento dos planos de expansão da geração e transmissão de energia elétrica de curto, médio e longo prazos;
- Promover estudos para dar suporte ao gerenciamento da relação reserva e produção de hidrocarbonetos no Brasil, visando à auto-suficiência sustentável;
- Promover estudos de mercado visando definir cenários de demanda e oferta de petróleo, seus derivados e produtos petroquímicos;
- Desenvolver estudos de impacto social, viabilidade técnico-econômica e socioambiental para os empreendimentos de energia elétrica e de fontes renováveis;
- Efetuar o acompanhamento da execução de projetos e estudos de viabilidade realizados por agentes interessados e devidamente autorizados;
- Elaborar estudos relativos ao plano diretor para o desenvolvimento da indústria de gás natural no Brasil;
- Desenvolver estudos para avaliar e incrementar a utilização de energia proveniente de fontes renováveis;
- Dar suporte e participar nas articulações visando à integração energética com outros países;
- Promover estudos e produzir informações para subsidiar planos e programas de desenvolvimento energético ambientalmente sustentável, inclusive, de eficiência energética;
- Promover planos de metas voltadas para a utilização racional e conservação de energia, podendo estabelecer parcerias de cooperação para este fim;
- Promover estudos voltados para programas de apoio para a modernização e capacitação da indústria nacional, visando maximizar a participação desta no esforço de fornecimento dos bens e equipamentos necessários para a expansão do setor energético; e
- Desenvolver estudos para incrementar a utilização de carvão mineral nacional.